# 거울 대칭
끈 이론과 수리물리학에서 거울 대칭(거울對稱, 영어: mirror symmetry 미러 시메트리[*])은 서로 다른 두 칼라비-야우 다양체 위에 정의된 초끈 이론이 서로 동치인 현상이다.:411–415 T-이중성을 일반화한 것으로 볼 수 있다.

## 정의
초끈 이론은 10차원에서 존재하는 이론이다. 4차원에서의 초대칭을 보존하려면 이론을 실수 6차원 (복소수 3차원) 콤팩트 연결 칼라비-야우 다양체에 축소화하여야 한다.
거울 대칭에 따르면, (거의) 모든 칼라비-야우 다양체 {\displaystyle M}에 대하여, 이에 대응하는 공간 {\displaystyle W}가 존재한다. 이들의 돌보 코호몰로지 {\displaystyle H^{p,q}}는 다음 관계를 만족한다.
{\displaystyle H^{p,q}(M)=H^{3-p,q}(W)}.
이에 따라, {\displaystyle M}에 축소화한 ⅡA형 초끈 이론은 {\displaystyle W}에 축소화한 ⅡB형 초끈 이론과 동형이다. 이에 대한 대응 관계는 다음과 같다.
| ⅡA | ⅡB |
| --- | --- |
| 복소구조 모듈라이 | 일반화 켈러 다양체 구조 {\displaystyle (g,B)} 모듈라이 |
| D0-막 | 특수 라그랑주 부분 다양체를 감는 D3-막 |
| 호지 수 {\displaystyle h^{1,1}=h^{2,2}} | 호지 수 {\displaystyle h^{2,1}=h^{1,2}} |
| 호지 수 {\displaystyle h^{1,2}=h^{2,1}} | 호지 수 {\displaystyle h^{1,1}=h^{2,2}} |
| {\displaystyle h^{1,1}}개의 4차원 {\displaystyle {\mathcal {N}}=2} 벡터 초다중항 {\displaystyle (g_{i{\bar {\jmath }}},B_{i{\bar {\jmath }}},C_{\mu i{\bar {\jmath }}})}                                                 | {\displaystyle h^{2,1}}개의 4차원 {\displaystyle {\mathcal {N}}=2} 벡터 초다중항 {\displaystyle (g_{ij},g_{{\bar {\imath }}{\bar {\jmath }}},C_{\mu ij{\bar {k}}})}                                                     |
| {\displaystyle h^{2,1}}개의 4차원 {\displaystyle {\mathcal {N}}=2} 하이퍼 초다중항 (1개를 제외하면 {\displaystyle (g_{ij},g_{{\bar {\imath }}{\bar {\jmath }}},C_{ij{\bar {k}}},C_{{\bar {\imath }}{\bar {\jmath }}k})}) | {\displaystyle h^{1,1}+1}개의 4차원 {\displaystyle {\mathcal {N}}=2} 하이퍼 초다중항 (1개를 제외하면 {\displaystyle (g_{i{\bar {\jmath }}},B_{i{\bar {\jmath }}},C_{i{\bar {\jmath }}},C_{\mu \nu i{\bar {\jmath }}})}) |
| 1개의 4차원 {\displaystyle {\mathcal {N}}=2} 중력 초다중항 {\displaystyle (g_{\mu \nu },C_{\mu })} | 1개의 4차원 {\displaystyle {\mathcal {N}}=2} 중력 초다중항 {\displaystyle (g_{\mu \nu },C_{\mu {\bar {\imath }}{\bar {\jmath }}{\bar {k}}})}                                                                            |

이 표에서 등장하는 호지 수들은 단일 연결 콤팩트 복소수 3차원 칼라비-야우 다양체의 호지 수 가운데 자명하지 않은 두 수이다.
|   |   |      | 1    |      |   |   |
|   |   | 0    |      | 0    |   |   |
|   | 0 |      | h1,1 |      | 0 |   |
| 1 |   | h1,2 |      | h1,2 |   | 1 |
|   | 0 |      | h1,1 |      | 0 |   |
|   |   | 0    |      | 0    |   |   |
|   |   |      | 1    |      |   |   |

위 표에서, 추가로 등장하는 하이퍼 초다중항의 유래는 다음과 같다.
- ⅡA: 딜라톤 + 캘브-라몽 장 {\displaystyle B_{\mu \nu }}(의 쌍대 스칼라장) + 3차 라몽-라몽 장 {\displaystyle C_{ijk}}, {\displaystyle C_{{\bar {\imath }}{\bar {\jmath }}{\bar {k}}}}
- ⅡB: 딜라톤 + 캘브-라몽 장 {\displaystyle B_{\mu \nu }}(의 쌍대 스칼라장) + 2차 라몽-라몽 장 {\displaystyle C_{\mu \nu }}(의 쌍대 스칼라장) + 0차 라몽-라몽 장 {\displaystyle C_{0}}

### 2차원 게이지 선형 시그마 모형
거울 대칭의 대표적인 예는 N=(2,2) 게이지 선형 시그마 모형이다. 게이지 선형 시그마 모형은 게이지 보손을 포함하는 초다중항(vector supermultiplet)과 물질을 포함하는 손지기 초다중항(chiral supermultiplet), 그리고 비틀린 손지기 초다중항(twisted chiral supermultplet)을 이루는 장세기(field strength)의 페예-일리오풀로스 항을 가진다. 거울 대칭은 손지기 초다중항과 비틀린 손지기 초다중항을 서로 맞바꾼다. 호리 겐타로(일본어: 堀 健太朗)와 캄란 바파는 2차원 게이지 선형 시그마 모형에 대하여 거울 대칭을 증명하였다.:463–479
이에 따라, 과녁 공간이 2차원 구인 비선형 시그마 모형은 사인-고든 모형과 대응하고, 보다 일반적으로 과녁 공간이 복소 사영 공간인 비선형 시그마 모형은 아핀 도다 모형(affine Toda model)에 대응한다.
일반적으로, 칼라비-야우 다양체 위의 2차원 {\displaystyle {\mathcal {N}}=(2,2)} 초대칭 비선형 시그마 모형 (또는 란다우-긴즈부르크 모형)은 두 가지로 위상적 뒤틀림을 가해 위튼형 위상 양자장론을 이룰 수 있다. 이를 각각 A모형(영어: A-model)과 B모형(영어: B-model)이라고 한다. 거울 대칭은 A모형과 B모형을 관계짓는다. 이 때, 이 두 시그마 모형의 과녁 공간은 일반적으로 다르다. 즉, 거울 대칭은 서로 다른 칼라비-야우 다양체를 관계짓는다.
이들 위상 시그마 모형을 세계면 이론으로 하는 끈 이론을 위상 끈 이론이라고 한다. 거울 대칭은 위상 끈 이론으로 확장된다.

### 3차원 게이지 이론
3차원 {\displaystyle {\mathcal {N}}=4} (8개 초전하) 초대칭 게이지 이론에서도 일종의 거울 대칭이 존재한다. 이는 4차원 {\displaystyle {\mathcal {N}}=2} 거울 대칭을 3차원으로 차원 축소한 경우이다.

### 스트로민저-야우-재슬로 가설
스트로민저-야우-재슬로(SYZ) 가설(영어: Strominger–Yau–Zaslow conjecture)은 수학에서, 여러 가지 거울 대칭 가설의 형태들 가운데 하나이며, 거울 대칭 짝을 T-이중성으로 해석하는 가설이다. SYZ 가설에 따르면, 거울 대칭 짝을 가지는 모든 복소 n차원 칼라비-야우 다양체는 Tn (실수 n차원 원환면) 올화(영어: fibration)를 가지며, 이 올들은 특수 라그랑주 부분 다양체를 이룬다. 거울 대칭쌍 {\displaystyle X,Y}는 같은 공간 {\displaystyle B} 위의 원환면 올다발 {\displaystyle \pi _{X}\colon X\to B}, {\displaystyle \pi _{Y}\colon Y\to B}를 이루며, 임의의 올 {\displaystyle b\in B}에 대하여 {\displaystyle X_{b}=\pi _{X}^{-1}(b)}와 {\displaystyle Y_{b}=\pi _{Y}^{-1}(b)}는
{\displaystyle X_{b}=H^{1}(Y_{b};\mathbb {R} /\mathbb {Z} )}
{\displaystyle Y_{b}=H^{1}(X_{b};\mathbb {R} /\mathbb {Z} )}
의 관계를 가진다. 이는 n차원 원환면 올에 T-이중성을 가하는 것으로 해석할 수 있다.
SYZ 가설(보다 일반적으로, 거울 대칭 자체)은 임의의 칼라비-야우 다양체에 대하여 성립하지 않고, 오직 칼라비-야우 다양체의 족(family)의 특정한 극한에서만 성립한다. 이는 큰 복소 구조 극한(영어: large complex structure limit)인데, 이는 부피를 고정시키고 복소 구조 모듈러스 공간의 경계로 극한을 취하는 것이다. 예를 들어, 복소 구조와 켈러 구조를 갖춘 실수2차원 원환면(타원 곡선) {\displaystyle \mathbb {C} /(0\sim 1\sim \tau )}의 경우, 원환면의 넓이를 고정시키며 복소 구조 {\displaystyle \tau }의 극한 {\displaystyle \tau \to i\infty }를 취하면 원환면은 길쭉하고 가는 직선으로 수렴하게 된다. 거울 대칭은 복소 구조와 켈러 구조를 맞바꾸므로, 큰 복소 구조 극한은 큰 부피 극한(영어: large volume limit)에 대응한다.
물리학적으로, SYZ 가설은 IIB종 초끈 이론의 BPS D3-막의 모듈러스 공간을 사용하여 유도된다. D3-막이 BPS이려면, 막은 3차원 특수 라그랑주 부분 다양체를 이루어야 한다. 따라서, D3-막의 모듈러스 공간은 D3-막의 가능한 위치들의 공간 {\displaystyle B}와, 주어진 위치에서 D3-막의 순수 게이지 윌슨 고리들의 공간으로 이루어진다. 후자는 수학적으로 평탄한 U(1) 접속들의 집합이며, D3-막의 모양이 {\displaystyle X_{b}}라면 코호몰로지 {\displaystyle H^{1}(X_{b};\mathbb {R} /\mathbb {Z} )}에 의하여 주어진다. {\displaystyle X}에 축소화한 IIB종 초끈 이론의 D3-막은 거울 대칭을 통해 {\displaystyle Y}에 축소화한 IIA종 초끈 이론의 D0-막과 같아야 한다. 즉, {\displaystyle X}에서의 D3-막의 모듈러스 공간은 {\displaystyle Y}에서의 D0-막의 모듈러스 공간과 같아야 한다. 그러나 후자는 {\displaystyle Y}이다. 즉, {\displaystyle Y}는 올다발 {\displaystyle Y\to B} 구조를 가지며, 그 올은 {\displaystyle Y_{b}=H^{1}(X_{b};\mathbb {R} /\mathbb {Z} )}가 된다.

### 호몰로지 거울 대칭
이 주제 또한 수학에서, 여러 가지 거울 대칭 가설의 형태들 가운데 하나이며, 막심 콘체비치는 호몰로지 대수학을 사용하여 거울 대칭을 수학적으로 엄밀하게 정의하였다. 이를 호몰로지 거울 대칭(영어: homological mirror symmetry)
호몰로지 거울 대칭의 여러 특수한 경우가 증명되었다.
- 타원곡선의 경우는 1998년에 증명되었다.[22]
- 4차 곡면(quartic surface)의 경우는 2003년에 증명되었다.[23]

하지만 호몰로지 거울 대칭의 일반적인 증명은 아직 존재하지 않는다.
호몰로지 거울 대칭에 따르면, 거울 대칭 쌍 {\displaystyle (M,W)} 사이에 다음과 같은 관계가 존재한다.
{\displaystyle M}의 연접층의 범주의 유도 범주(derived category) = {\displaystyle W}의 후카야 범주(Fukaya category)의 유도 범주
여기서 양변은 다음과 같다.
- 후카야 범주는 특수 라그랑주 부분 다양체를 대상으로 하고, 플뢰어 사슬을 사상으로 하는 범주로, A-모형(영어: A-model)을 나타낸다. 3차원 칼라비-야우의 경우, BPS(초대칭) D3-막은 특수 라그랑주 부분 다양체를 감는다.
- 연접층의 범주는 B-모형(영어: B-model)을 나타낸다.[24][25]

이 A/B-모형은 위상 끈 이론의 두 종류로, 끈 이론의 위상수학적인 부분만을 나타내는 장난감 모형이다.

## 예

### 타원 곡선
거울 대칭의 가장 기본적인 경우는 (복소) 타원 곡선이다. 타원 곡선 {\displaystyle E}는 위상수학적으로 2차원 원환면이다. 그 복소구조의 모듈라이 공간은
{\displaystyle \mathbb {H} /\operatorname {PSL} (2,\mathbb {Z} )}
이다. 여기서 {\displaystyle \mathbb {H} =\{z\in \mathbb {C} \colon \operatorname {Im} z>0\}}는 열린 상반평면이며, {\displaystyle \operatorname {PSL} (2,\mathbb {Z} )}는 모듈러 군이다. 만약 타원 곡선 대신 방향이 주어진 타원 곡선을 고려하면, 모듈러 군의 두 생성원
{\displaystyle S\colon z\mapsto -1/z}
{\displaystyle T\colon z\mapsto z+1}
가운데 {\displaystyle T}만이 허용되고, 따라서 복소구조 모듈라이 공간은
{\displaystyle \mathbb {H} /\mathbb {Z} =\mathrm {i} \mathbb {R} ^{+}+(\mathbb {R} /\mathbb {Z} )}
이다.
반면, 그 켈러 구조는 켈러 형식 {\displaystyle K\in H^{2}(E;\mathbb {R} )\cong \mathbb {R} }에 의하여 결정된다. 그 모듈라이 공간은 타원 곡선의 넓이
{\displaystyle \langle [E],K\rangle \in \mathbb {R} ^{+}}
으로 나타낼 수 있다. (여기서 {\displaystyle [E]}는 타원 곡선의 기본류이다.) 켈러 구조 {\displaystyle K}에 끈 이론에서 등장하는 캘브-라몽 장 {\displaystyle B\in \operatorname {H} ^{2}(E;\mathbb {R} /2\pi \mathbb {Z} )}를 더하여 다음과 같은 복소화 켈러 구조(영어: complexified Kähler structure) {\displaystyle {\mathcal {K}}}를 생각할 수 있다.
{\displaystyle {\mathcal {K}}=\mathrm {i} K+{\frac {1}{2\pi }}B\in {\frac {\operatorname {H} ^{2}(E;\mathbb {C} )}{\operatorname {H} ^{2}(E;\mathbb {Z} )}}}
복소화 켈러 구조의 모듈라이 공간은 타원 곡선의 ‘복소화 넓이’에 의하여 분류된다.
{\displaystyle \langle [E],{\mathcal {K}}\rangle \in \mathbb {H} /\mathbb {Z} =\mathrm {i} \mathbb {R} ^{+}+(\mathbb {R} /\mathbb {Z} )}
즉, 복소화 켈러 구조의 모듈라이 공간(복소화 켈러 뿔 영어: complexified Kähler cone)은 {\displaystyle \mathbb {H} /\mathbb {Z} }이다. 따라서 유향 타원 곡선의 복소 구조 모듈러스 공간과 복소화 켈러 구조 모듈러스 공간이 {\displaystyle \mathbb {H} /\mathbb {Z} }로 일치함을 알 수 있다.
물리학적으로, 한 타원 곡선 위에 축소화한 ⅡA종 초끈 이론이, 그 복소구조와 복소화 켈러 구조 모듈러스를 맞바꾼 타원 곡선 위에 축소화한 ⅡB종 초끈 이론과 동형이다. 이 경우의 거울 대칭은 단순히 T-이중성의 특수한 경우이다.

### K3 곡면
대표적인 예로, K3 곡면 위의 IIA종 끈 이론을 생각하자.:425 K3 곡면의 모듈라이 공간은 총 58차원이다. 이 가운데 {\displaystyle h^{1,1}(K3)=20}개는 켈러 모듈라이, 나머지 38개는 복소구조 모듈라이에 해당한다. 여기에, 캘브-라몽 장에 의하여
{\displaystyle b_{2}(K3)=h^{1,1}(K3)+2=22}
개의 모듈라이가 추가된다. 이 가운데 {\displaystyle h^{1,1}=20}개의 모듈라이는 K3 곡면 켈러 모듈라이와 함께 복소수 20차원(실수 40차원)의 모듈러스를 이룬다. 나머지 40개의 모듈라이들은 (일반화) 복소구조 모듈라이로 간주한다. 이 밖에도, 딜라톤에 의한 하나의 모듈라이가 더 있다. 즉, 총 40+40+1=81개의 모듈라이가 존재한다.
거울 대칭은 40개의 (일반화) 복소구조 모듈라이를 40개의 (일반화) 켈러 구조 모듈라이와 맞바꾼다. 즉, K3 곡면에 축소화한 IIA종 끈 이론은, 복소구조와 켈러 구조 모듈라이를 맞바꾼 K3 곡면에 축소화한 ⅡA종 끈 이론과 동형이다. 딜라톤 모듈라이(끈 결합 상수)는 바뀌지 않는다.
사실, 이 이론은 4차원 원환면 위에 축소화한 잡종 끈 이론과 동치이다. {\displaystyle d}차원 원환면 위의 나레인 축소화의 모듈라이의 수는 (딜라톤 진공 기댓값 = 끈 결합 상수를 포함하면) {\displaystyle (16+d)d+1}인데, {\displaystyle d=4}일 때 이는 ⅡA의 81개의 모듈라이와 대응된다.

## 역사
거울 대칭은 1990년에 최초로 발견되었다. 1990년에 필립 칸델라스(영어: Philip Candelas)와 모니카 링커(Monika Lynker), 롤프 심리크(Rolf Schimmrigk)는 4차원 끈 이론 축소화를 연구하기 위하여 가중 사영 공간 속의 3차원 칼라비-야우 다양체들을 컴퓨터를 사용하여 모두 계산하였는데, 이 경우 오일러 수 {\displaystyle \chi =2h^{1,1}+-2h^{2,1}}와 초다중항 수 {\displaystyle h^{1,1}+h^{2,1}}를 그래프로 표시하였더니 그 그래프가 오일러 수의 부호 {\displaystyle \chi \mapsto -\chi }에 대하여 거의 대칭이 되는 기적적인 현상을 발견하였다. 거의 동시에, 이와 독자적으로 브라이언 그린 · 로넨 플레세르(히브리어: מ. רוֹנֶן פְלֶסֶר)와 폴 스티븐 애스핀월(영어: Paul Stephen Aspinwall) · 카르스텐 안드레브 뤼트켄(노르웨이어: Carsten Andrew Lütken) · 그레이엄 갈런드 로스(영어: Graham Garland Ross) 등은 거울 대칭이 되는 칼라비-야우 다양체의 쌍을 발견하였다.
1994년에 막심 콘체비치는 거울 대칭의 일부분을 수학적으로 공리화한 호몰로지 거울 대칭을 제안하였다. 이후 1996년에 앤드루 스트로민저와 야우싱퉁, 에릭 재슬로(Eric Zaslow)가 거울 대칭을 T-이중성의 특별한 경우로 해석하였다.
호몰로지 거울 대칭에 대한 공로로 콘체비치는 기본물리학상을 2012년에 수상하였다.